# Озеров, Андрей Сергеевич
Андрей Сергеевич Озеров (25 июля (6 августа) 1845—14 (26) октября 1897) — генерал-майор русской императорской армии, управляющий двором великого князя Михаила Николаевича.

## Биография
Происходил  из дворянского рода Озеровых. Родился 25 июля (6 августа) 1845 года. Сын генерал-лейтенанта Сергея Петровича Озерова от брака его с княжной Наталией Андреевной Оболенской. По отцу — внук сенатора П. И. Озерова, по матери — тайного советника князя А. П. Оболенского.
Обучался в Пажеском корпусе, из камер-пажей был произведен в прапорщики лейб-гвардейского Преображенского полка. 30 августа 1865 года произведен в подпоручики, а 30 августа 1866 года в поручики. 31 марта 1868 года произведен в штабс-капитаны. 12 апреля 1872 года Озеров был назначен в распоряжение князя Михаила Николаевича, по званию главнокомандующего Кавказской армией. В июле месяце того же года он был командирован в Красноводский отряд, с которым участвовал в движении в степь. 25 января 1873 года назначен адъютантом к князю Михаилу Николаевичу.
13 апреля 1875 года Озеров произведен в капитаны, а 17 июля того же года он был назначен командиром Кавказской учебной роты, с зачислением по стрелковым батальонам с переименованием в подполковники. Во время русско-турецкой войны Озеров участвовал в действиях на турецко-кавказской границе, причем 4 июня находился при первоначальном бомбардировании северо-восточных фортов Карса и 10 июня при отражении вылазки части Карского гарнизона перед укреплением Карадагом. 3 января 1877 года Озеров зачислен в списки 16-го гренадерского Мингрельского полка, с оставлением в занимаемой им должности и по армейской пехоте. 17 июня Озеров был командирован на линию Араба, Карадага и Мухлиса, для наблюдения за падением снарядов с осадных батарей. 31 августа того же года он назначен адъютантом к великому князю Михаилу Николаевичу.
Приказом по Кавказскому военному округу от 22 ноября 1877 года Озеров был назначен командующим 16 гренадерским Мингрельским полком. 16 декабря он произведён в полковники и утверждён командиром полка и с этим полком с 29 декабря участвовал с начала в блокаде крепости Эрзурум, а затем до 17 сентября 1878 года в походах против турок в малой Азии. 18 октября 1879 года Озеров был назначен адъютантом к главнокомандующему Кавказской армией, с зачислением по армейской пехоте.
Скончался от чахотки 14 (26) октября 1897 года и похоронен (рядом с умершей ранее женой) в Москве на кладбище Донского монастыря.

## Награды
Российской империи:
- Орден Святой Анны 3-й степени (1870)
- Орден Святого Станислава 2-й степени с мечами (1873)
- Орден Святой Анны 2-й степени (1875)
- Орден Святого Владимира 4-й степени с мечами и бантом (1878)
- Орден Святого Владимира 3-й степени с мечами (1881)
- Орден Святого Станислава 1-й степени (1895)

Иностранных государств:
- Орден Льва и Солнца 4-й степени (1874, Персия)
- Орден Восходящей звезды 1-й степени (1893, Бухарский эмират)
- Орден Грифона большой крест (1894, Мекленбург-Шверин)
- Орден Меча командорский крест 1-го класса (1894, королевство Швеция)
- Орден Церингенского льва большой крест (1895, великое герцогство Баден)
- Орден Меджидие 1-й степени (1896, Османская империя)

## Семья
Женился 10 ноября 1882 года на Ольге Алексеевне Лопухиной (1845—1883), дочери А. А. Лопухина, которая менее через год (09.08.1883) скончалась, не оставив потомства.